# Reiterhof Wildenstein
Reiterhof Wildenstein ist eine deutsche Fernsehserie, die von 2019 bis 2021 im Auftrag der ARD Degeto für Das Erste produziert wurde. Die Folgen haben eine Länge von ca. 85 Minuten und wurden im Rahmen der Reihe Endlich Freitag im Ersten ausgestrahlt. Im Mittelpunkt der Serie steht die Pferdetrainerin Rike Wildenstein (Klara Deutschmann), die nach Deutschland zurückkehrt, um das traditionsreiche Familiengestüt zu retten.

## Handlung

### Folge 1 – Die Pferdeflüsterin
Rike kehrt nach 13 Jahren zurück in ihre bayerische Heimat, um ihren Vater beizusetzen. Ihr Glück hat die junge Tiertrainerin mittlerweile im amerikanischen Arizona gefunden, wo sie mit ihrem Lebensgefährten Jack Mustangs züchtet. Während ihrer Heimreise stellt Rike jedoch mit Entsetzen fest, dass ihr Bruder Ferdinand das traditionsreiche Familiengestüt heruntergewirtschaftet hat. Nun hängt alles vom talentierten, aber auch ungestümen Dressurpferd Jacomo ab: Wenn es nicht bald Preisgelder einfährt, droht das Aus für das Gestüt. Rike steigt bald selbst in den Sattel, um den sensiblen Hengst vor dem Turnierreiter Dessaulier und seinen brutalen Trainingsmethoden zu schützen – auch wenn ihr das eine Menge Ärger mit ihrer Familie einhandelt. Außerdem flammen ihre alten Gefühle zu Jugendliebe Christian wieder auf, der als örtlicher Bankmitarbeiter vor einem großen Problem steht: Zum einen möchte er das Gestüt retten, zum anderen muss er die Interessen seiner Gläubiger vertreten.

### Folge 2 – Kampf um Jacomo
Rike nimmt die große Herausforderung an und versucht, den hochverschuldeten Reiterhof Wildenstein zu retten. Unterstützt wird sie dabei von der vorbestraften Tabea, die auf dem Gestüt ihr Resozialisierungsprogramm absolvieren muss. Außerdem erfährt Rike, dass ihr Bruder Ferdinand sie hintergangen und bei einem anderen Hof angeheuert hat. Auch den hochtalentierten Hengst Jacomo versucht er mitzunehmen. Als ein Reitunfall am Gestüt passiert, nutzen diesen Ferdinand und seine Frau Loretta aus, um ihren Plan durchzusetzen. Doch Rike erhält unerwartete Unterstützung im Kampf um Jacomo. Und auch über ihre wahren Gefühle zu Jugendliebe Christian muss sich Rike so langsam klarwerden.

### Folge 3 – Neuanfang
Rike führt auf Wildenstein ein neues Konzept ein, sie bietet Therapien für Pferde an, bei denen die Reiter nicht weiterwissen. So versucht sie zu ergründen, weshalb das Pferd Leo von Pensionsgast Philipp immer wieder durchgeht, kaum ist es irritiert. Rike setzt darauf, herauszufinden, woher das Trauma kommt, und gibt dem Pferd neues Vertrauen. Doch als die Aufsichtsbehörde auf das Gestüt kommt und gezielt Mängel sucht, findet und deswegen den Betrieb bis auf Weiteres schließt, steht Rike vor einer ungewissen Zukunft. Zudem verschwindet Jacomo, der nun bei ihrem Bruder auf dem Hof steht, spurlos. Loretta gibt vor, dass Rike dahintersteckt, doch die Familie hilft ihr die Krisen zu meistern.

### Folge 4 – Der Junge und das Pferd
Ein ausgerissenes Pferd stellt Rike vor Probleme, nicht einmal sie kann Kontakt zu ihm aufbauen. Einzig Joschi, der Sohn von Polizeimeister Jan, scheint einen Draht zum Pferd zu haben. Joschi wohnt derzeit bei seinem geschiedenen Vater, der gar keine Zeit für ihn hat, weil er eigentlich das Verschwinden von Jacomo aufklären sollte. Dafür findet Rike dank ihrer Tante Michi wieder einen besseren Zugang zu ihrer Mutter, die nach wie vor ihre Beziehung zu Georg zu verheimlichen versucht. Ferdinand und Loretta erfahren von einem unbekannten Familiengeheimnis, das die Beziehung zu Rike neu belastet. Sie versucht auch seine Sichtweise zu verstehen, damit sie den entstandenen Graben wieder zuschütten kann.

### Folge 5 – Jacomo und der Wolf
Als Rike bei einem Ausritt mit der unerfahrenen Reitschülerin Sabine unerwartet für einen Moment ein Wolf erblickt und Sabine abgeworfen wird, weiß sie sofort, dass es weder am Pferd noch am Wolf gelegen hat, denn die sensiblen Pferde reagieren unkontrolliert, wenn ihnen das Vertrauen des Reiters fehlt. Sabines Mann Kaspar findet kurze Zeit später auf seinem Hof gleich mehrere gerissene Schafe. Für ihn ist klar, dass der Wolf dafür verantwortlich ist, und er verlangt bei der kurzfristig anberaumten Gemeindeversammlung, dass der Wolf geschossen werden darf. Der Wolfsforscher Moritz, der an der Wiederansiedlung arbeitet, ist natürlich dagegen. Rike vertraut seiner Einschätzung, bis sich Jacomo und der Wolf tatsächlich begegnen.

### Folge 6 – Sprung ins Leben
Im Wald finden Rike und Tabea ein Pferd, welches von jemandem zurückgelassen wurde. Es liegt mit Krämpfen auf dem Boden und braucht dringend Hilfe. Der Zustand des Hengstes ist kritisch, doch die Rettungsaktion gelingt. Da dies einige Zeit braucht, verpasst Tabea den Unterricht in der Berufsschule, wodurch sie Probleme mit ihren Bewährungsauflagen bekommt. Rike erklärt der Lehrerin die Situation, worauf diese zum letzten Mal ein Auge zudrückt. Doch kurz darauf kommt es zu einer Auseinandersetzung zwischen Tabea und der Lehrerin, bei der sie sie niederschlägt. Dadurch scheint es, als ob Tabea in den Jugendvollzug zurückkehren muss. Rike hat ein schlechtes Gewissen, denn Tabea wirft ihr eine Mitschuld vor, weil die Pferde bei ihr vor den Menschen kommen. Dadurch angestachelt versucht Rike mit allen Mitteln, eine letzte Chance für Tabea vor dem Jugendgericht zu erkämpfen.

## Besetzung

### Hauptdarsteller
| Schauspieler               | Rolle                 | Folge      |
| -------------------------- | --------------------- | ---------- |
| Klara Deutschmann          | Rike Wildenstein      | 1–6        |
| Ulli Maier                 | Elsa Wildenstein      | 1–5        |
| Nele Trebs                 | Tabea Herrmann        | 1–6        |
| Helmfried von Lüttichau    | Dr. Georg Stadelmeier | 1–6        |
| Stefan Pohl                | Jan Meier             | 1–6        |
| Gerd Anthoff               | Hubert Merow          | 1–6        |
| Michaela May               | Michi Wildenstein     | 3–6        |
| Shenja Lacher              | Ferdinand Wildenstein | 1–4        |
| Susu Padotzke              | Loretta von Donner    | 1–4        |
| Florian Maria Sumerauer    | Jesper Wildenstein    | 1, 2, 4, 6 |
| Alexander Khuon            | Christian Falkenberg  | 1, 2       |
| Claudia Helene Hinterecker | Jessica Falkenberg    | 1, 2, 4    |

## Produktion
Die ersten beiden Folgen wurden vom 20. Juni bis 24. August 2018 unter der Regie von Vivian Naefe gedreht. Die Dreharbeiten zu Folge 3 und 4 fanden vom 18. September bis 22. November 2019 statt. Regie führte Teresa Hoerl. Gedreht wurde in München, Starnberg, Weilheim und Umgebung. Vom 10. August bis 7. November 2020 wurden die Folgen 5 und 6 gedreht. Regie führte Josh Broecker.

## Episodenliste
| Nr. | Originaltitel           | Erstausstrahlung D | Regie        | Drehbuch     | Zuschauer                      |
| --- | ----------------------- | ------------------ | ------------ | ------------ | ------------------------------ |
| 1   | Die Pferdeflüsterin     | 10. Mai 2019       | Vivian Naefe | Andrea Stoll | 4,27 Mio. (14,4 % Marktanteil) |
| 2   | Kampf um Jacomo         | 17. Mai 2019       | Vivian Naefe | Andrea Stoll | 4,04 Mio. (14,3 % MA)          |
| 3   | Neuanfang               | 16. Okt. 2020      | Teresa Hoerl | Andrea Stoll | 3,16 Mio. (10,7 % MA)          |
| 4   | Der Junge und das Pferd | 23. Okt. 2020      | Teresa Hoerl | Andrea Stoll | 3,89 Mio. (12,9 % MA)          |
| 5   | Jacomo und der Wolf     | 28. Mai 2021       | Josh Broeker | Andrea Stoll | 3,74 Mio. (12,8 % MA)          |
| 6   | Sprung ins Leben        | 4. Juni 2021       | Josh Broeker | Andrea Stoll | 3,35 Mio. (12,9 % MA)          |

## Rezeption

### Kritik
„Für Pferde- und Rosamunde-Pilcher-Fans.“ – TV Spielfilm
„Der Regisseurin Vivian Naefe (Die wilden Hühner) gelingt es, Klischees, die auf einem Reiterhof so haufenweise drohen wie Pferdeäpfel, im Dressurritt zu umtänzeln. Sie füttert ihre Geschichte mit humorvollen Dialogen genauso wie mit erschreckend echten Sätzen zwischen Mutter und Kind.“ – Stuttgarter Zeitung
„Mit ‚Reiterhof Wildenstein‘ belebt die ARD-Tochter Degeto das zuletzt schmachvoll vernachlässigte Genre der Reiterhof-Schmalzette wieder – mit allen Klischees, die so eine Wieherserie braucht.“ – Spiegel Online
„In der neuen ARD-Reihe wird keine Erzählstereotype seichter Reiterhofserien und Familiendynastie-Soaps ausgelassen – und doch besitzen die ersten beiden Episoden einen besonderen Reiz. Und der resultiert nicht nur aus dem achtsamen Umgang mit den Pferden und dem Spiel zwischen Mensch & Tier. Die Narration verbindet Genre-Versatzstücke mit jenen hochemotionalen authentischen Momenten, aber auch mit einem knappen alltagsnahen Umgangston, und das ästhetische Herzstück ist die dramaturgische Dichte, die nichts dem Zufall überlässt und die man als Zuschauer erst im Verlauf der Handlung zu schätzen lernt. Das Ganze ist konzentriert & flüssig inszeniert und besitzt – das Wichtigste zum Schluss – eine Heldin zum Verlieben, für deren gewinnende Art & wilde Natürlichkeit Klara Deutschmann alles mitbringt!“ – Tittelbach.tv
„Fesselnder, atmosphärisch dichter Mix aus Tierfilm und Familiensaga.“ – Hörzu